# Bob Beamon
Robert (Bob) Beamon (* 29. srpna 1946 New York) je bývalý americký dálkař, olympijský vítěz, který se zapsal do historie atletiky jako tvůrce jednoho z nejpamátnějších okamžiků tohoto sportu. Na LOH 1968 v Mexiku roku 1968 překonal jedním povedeným pokusem světový rekord ve skoku dalekém o celých 55 centimetrů na 890 cm (dodnes rekord OH).

## Atletická kariéra

### První úspěchy
Již jako patnáctiletý skočil do dálky 7,34 metru a svou skokanskou všestrannost prokázal překonáním 2,05 m ve skoku do výšky.
Hranici osmi metrů ve skoku do dálky překonal poprvé v roce 1967, kdy také začal sbírat první domácí i mezinárodní úspěchy. V halové sezóně 1967 se stal v Oaklandu skokem dlouhým 8,21 metru mistrem USA (AAU) ve skoku do dálky. V letní části sezóny 1967 získal stříbrnou medaili na Panamerických hrách v kanadském Winnipegu. Ve stejném roce reprezentoval americký kontinent ve slavném utkání Amerika-Evropa v Montrealu, kde zvítězil výkonem 8,04 m.

### Před olympijskými hrami 1968
V halové sezóně 1968 znovu zvítězil na mistrovství USA (opět 8,21 metru), ale především vytvořil dva nejlepší světové halové výkony všech dob: nejdříve 20. ledna 1968 skočil v Kansas City 8,25 m, čímž o 2 centimetry překonal dosavadní světové halové maximum sovětského dálkaře Igora Ter-Ovanesjana z roku 1966. Poté, na studentském mistrovství USA (NCAA) 15. března 1968 v Detroitu, zlepšil tento výkon na 8,30 m. Tento Beamonův halový rekord překonal až v roce 1980 Američan Larry Myricks (8,38 m). Na stejném univerzitním mistrovství zvítězil Beamon kromě dálky dokonce i v trojskoku. Na olympijské hry 1968 do Mexika odjížděl jako vedoucí muž olympijské sezony 1968 (8,33 metru, 20.6.1968 na mistrovství USA v Sacramentu, pouhé dva centimetry za tehdejšími světovými rekordy Ralpha Bostona a Igora Ter Ovanesjana), v září zvítězil na americké olympijské kvalifikaci v Echo Summit, na které dokonce při jednom z pokusů s nadlimitní podporou větru (8,39 m) přistál za značkou platného světového rekordu.

### Olympijské hry 1968 v Mexiku
Na olympijských hrách v Mexiku zlepšil už v kvalifikaci Američan Ralph Boston výkonem 8,27 m svůj vlastní olympijský rekord (8,12) z olympijských her 1960 v Římě. Beamon skočil 8,19 m, což byl druhý nejdelší skok kvalifikace. Postoupil ovšem až na poslední, třetí pokus.
Ve finále, pořádaném v pátek 18. října 1968 se 190 cm vysoký a 73 kilogramů vážící student z texaského El Pasa v 15:30 hod. ujal vedení hned prvním skokem: rozhodčí ovšem nebyli schopni výkon změřit instalovanou měřící technikou (v Mexiku to bylo optické měřidlo, kterým se pohybovalo po jakési vyvýšené kolejnici paralelně s délkou doskočiště: toto měřidlo však bylo nastaveno na maximální hodnotu 8,60 m). Pořadatelé museli narychlo shánět klasické pásmo (Beamon později dokonce tvrdil, že pásmo na stadionu nebylo k nalezení a pořadatelé ho prý museli jít narychlo koupit do nejbližšího železářství) a teprve potom mohli délku skoku změřit – po pětiminutovém přeměřování byla ohlášena délka skoku - 8,90 m! Tedy zlepšení světového rekordu o neuvěřitelných 55 centimetrů. Beamon si zprvu neuvědomoval, jaký epochální skok se mu povedl, a teprve, když mu pořadatelé naměřený výkon přepočítali na americké stopy a palce (poprvé v historii překonal nejenom hranici 29 stop, ale i 28 stop), začal jásat a líbat tartanové rozběžiště. Bob Beamon nastoupil ještě k druhému pokusu, ale skočil jen 8,04 m a dál už v soutěži nepokračoval. Ostatně brzy po Beamonově světovém rekordu začalo na olympijském stadionu pršet a naděje i na pouhé přiblížení se nové metě se pro všechny finálové účastníky stala nereálnou. Druhý v soutěži skončil Klaus Beer z Německé demokratické republiky v novém rekordu NDR (a de facto i celoněmeckém rekordu) 8,19 m. Ralph Boston nezopakoval výkon z kvalifikace a výkonem 8,16 m skončil až třetí, čtyři centimetry před dosavadním spoludržitelem světového rekordu Igorem Ter-Ovanesjanem. Ten po bronzech z her 1960 a 1964 skončil mimo stupně vítězů, ale alespoň si udržel evropský rekord.
Světový rekord byl součtem Beamonovy skvělé celoroční formy, vysoké nadmořské výšky, bezpochyby také Beamonovy dobré adaptovanosti na trénink ve vyšších geografických polohách (El Paso) a v neposlední řadě i maximální povolené podpory větru (2,0 metru za sekundu). A právě tato síla větru byla později zdrojem diskusí a určitých pochybností: novináři poukazovali na to, že větrná síla 2,0 (při jejímž překročení by již sprinterské a horizontálně skokanské výkony nemohly být uznány za rekordní) byla v Mexiku měřena až nápadně často.
Tisk okamžitě nazval Beamonův skok „skokem do 21. století“ - Beamonův světový rekord nakonec sice platil dlouhých 23 let, ale překonán byl ještě ve 20. století a nebyl nakonec ani nejdéle platným z mexické záplavy světových rekordů: nejdéle vydržel světový rekord americké mužské štafety na 4x400m (2:56,1), který byl vyrovnán na olympijských hrách 1988 v Soulu, ale překonán byl až v roce 1992, na následujících olympijských hrách v Barceloně.
Beamon - stejně jako ostatní afroameričtí sportovci oné doby - vystupoval proti rasismu ve své rodné zemi. Těsně před olympijskými hrami v Mexiku byl dokonce málem vyloučen ze své univerzity, když odmítl reprezentovat svůj vysokoškolský tým v utkání proti jiné univerzitě, známé svými rasistickými projevy. Na samotných olympijských hrách v roce 1968 se ovšem na stupních vítězů zdržel protestních projevů, které na stejných hrách předváděli jeho krajané ze sprinterské skupiny z univerzity v San Jose po bězích na 200 m, 400 m a 4 × 400 metrů a které za další čtyři roky vyvrcholily incidentem při vyhlašování vítězů a hraní americké hymny po běhu na 400 metrů mužů na olympijských hrách v Mnichově. V projevu k americkým sportovcům před olympijskými hrami v Atlantě v roce 1996 naopak vyzýval své krajany, aby se zdrželi těch protirasistických vystoupení, která by v konečném efektu mohla ve světě vést spíše k podněcování antiamerických nálad.

### Po olympijských hrách
Bob Beamon se ke svému mexickému skoku již nikdy nepřiblížil: závodil ještě v roce 1969 a v červnu obhájil v Miami titul mistra USA skokem dlouhým 8,20 m, což byl třetí nejdelší výkon světových dálkařských tabulek 1969. Jeho další dráhu zastavilo v roce 1969 vážné zranění stehenního svalu. Do dálkařského sektoru se vrátil, ovšem v roce 1970 skočil v hale už jen 7,88 metru. Poměrně dobrých výkonů však v dalších letech dosahoval jako profesionál: v roce 1972 skočil v hale 8,11 metru, o rok později - a znovu v roce 1975 - 8,16 metru.
Beamonův rekord byl dlouho považován za nepřekonatelný. Honba za jeho zdoláním byla skutečně dlouho neúspěšná a skončila až za 23 let, když na mistrovství světa v Tokiu v roce 1991 posunul Američan Mike Powell hodnotu světového rekordu na 8,95 metru.

## Osobní život
Bob Beamon ukončil v roce 1970 studium na University of Texas v El Pasu (kam přestoupil z North Carolina A&T) a stal se sociálním pracovníkem. V současné době je šéfem Art of Olympians, organizace, která sdružuje olympioniky zabývající se uměleckými aktivitami (malířství, grafika, tanec, literární činnost, fotografování, módní návrhářství apod.) Sám navrhuje design oblečení, soustřeďuje se na návrhy motýlků. Věnuje se také hudbě (bubny). Výsledky umělecké činnosti olympioniků Beamon shromažďuje v galerii ve městě Fort Myers na Floridě.
V roce 2013 byl hostem atletického závodu Zlatá tretra v Ostravě. Při této návštěvě vystoupil také v České televizi, v jednom z dílů cyklu Na plovárně, připravovaného Markem Ebenem.

## Historie pokusů o překonání Boba Beamona
Americký sprinter a dálkař Carl Lewis sice již v roce 1982 skočil přes 9 metrů, výkon ale nebyl měřen kvůli nejasnému přešlapu.
Oficiálně změřených skoků do větší vzdálenosti, než jaké Beamon dosáhl v Mexiku v roce 1968, bylo od jeho legendárního výkonu dosaženo zatím jen šest:
- Na atletickém mistrovství světa v Tokiu skončil Američan Mike Powell s minimální podporou větru (0,3 m/s) nový světový rekord 8,95 m. Výkon dosažený 30. srpna 1991 na olympijském stadionu v Tokiu je dodnes platným světovým rekordem - jako světový rekord se tedy už dožil vyššího věku než Beamonův fantastický skok z roku 1968.
- Na stejném mistrovství světa se pokusil na Powellovu výzvu odpovědět Carl Lewis: i on letěl dále než Beamon, skok dlouhý 8,91 m však měl podporu větru 2,7 m/s.
- 1. července 1992 skočil Mike Powell na vysokohorské dráze v Sestriere v italských Alpách 8,99 m.Tento výkon je dodnes nejdelším pokusem, jaký kdy byl v oficiálním dálkařském závodě změřen, ovšem opět s nedovolenou podporou větru 4,4 m/s.
- 30. července 1994 předvedl Powell v Sestriere skok dlouhý 8,95 m, avšak znovu s nepovolenou podporou větru 3,9 metru za sekundu.
- 29. července 1995 skočil v Sestriere 23letý Kubánec Iván Pedroso 8,96 m. Naměřená síla větru byla regulérní: 1,2 m/s. Jak se však zanedlouho ukázalo, stál jeden z rozhodčích během Pedrosova skoku v bezprostřední blízkosti větroměru, což s největší pravděpodobností naměřenou sílu větru zkreslilo. Výkon nebyl uznán za světový rekord. V následujících více než dvaceti letech se vzdálenost 8,90 m opět nepodařilo překonat nikomu.
- Teprve 10. března 2019 doletěl na závodech Copa Cuba v Havaně Kubánec Juan Miguel Echevarría do vzdálenosti 8,92 m. V nížinných podmínkách, ale opět s nadlimitní podporou větru 3,3m/s.

## Osobní rekordy
- 100 yardů 9,5 s (1966)
- skok do dálky (otevřená dráha) 8,90 m (Mexico City 18.10.1968)
- skok do dálky (hala) 8,30 m (Detroit 15.3.1968)
- trojskok (hala) 16,02 m (1968)

## Výkony Boba Beamona v jednotlivých sezónách
| rok  | výkon | pořadí svět | pořadí USA | poznámka      |
| ---- | ----- | ----------- | ---------- | ------------- |
| 1965 | 7,709 | 39          | 12         |               |
| 1966 | 7,798 | 21          | 8          |               |
| 1967 | 8,11  | 4           |            | v hale 8,21 m |
| 1968 | 8,90  | 1           | 1          |               |
| 1969 | 8,204 | 3           | 1          |               |

## Nejlepší výkony Boba Beamona ve skoku do dálky

### výkony s podporou větru pod 2 metry za sekundu
| výkon       | pořadí      | místo         | datum      | závod                                              |
| ----------- | ----------- | ------------- | ---------- | -------------------------------------------------- |
| 8,90        | 1           | Mexico City   | 18.10.1968 | olympijské hry                                     |
| 8,33        | 1           | Sacramento    | 20.6.1968  | mistrovství USA (AAU)                              |
| 8,30 (hala) | 1           | Detroit       | 15.3.1968  | univerzitní mistrovství USA (NCAA)                 |
| 8,25 (hala) | 1           | Kansas City   | 20.1.1968  |                                                    |
| 8,25        | -           | Echo Summit   | 14.9.1968  | kvalifikace atletů USA pro olympijské hry v Mexiku |
| 8,21 (hala) | 1           | Oakland       | 3.3.1967   | halové mistrovství USA (AAU)                       |
| 8,21 (hala) | 1           | Oakland       | 24.2.1968  | halové mistrovství USA (AAU)                       |
| 8,20 (hala) | 1           | San Francisco | 4.1.1969   |                                                    |
| 8,20        | 1           | Miami         | 28.6.1969  | mistrovství USA (AAU)                              |
| 8,19        | kvalifikace | Mexico City   | 17.10.1968 | olympijské hry                                     |

### výkony s podporou větru nad 2 metry za sekundu
| výkon | pořadí | místo       | datum     | závod                                              |
| ----- | ------ | ----------- | --------- | -------------------------------------------------- |
| 8,39  | 1      | Echo Summit | 14.9.1968 | kvalifikace atletů USA pro olympijské hry v Mexiku |
| 8,33  | 1      | Walnut      | 27.4.1968 |                                                    |
| 8,21  | 1      | Modesto     | 25.5.1968 |                                                    |

## Bob Beamon v atletických tabulkách své doby

### světové tabulky ve skoku do dálky mužů v roce 1968
| výkon | atlet                              | pořadí      | místo              | datum      |
| ----- | ---------------------------------- | ----------- | ------------------ | ---------- |
| 8,90  | Bob Beamon (USA), 1946             | 1           | Mexico City        | 18.10.1968 |
| 8,28  | Igor Ter-Ovanesjan (SSSR), 1938    | 1           | Leninakan (Gyumri) | 17.8.1968  |
| 8,27  | Ralph Boston (USA), 1939           | kvalifikace | Mexico City        | 17.10.1968 |
| 8,23  | Lynn Davies (Velká Británie), 1942 | 1           | Bern               | 30.6.1968  |
| 8,19  | Klaus Beer (NDR), 1942             | 2           | Mexico City        | 18.10.1968 |
| 8,16  | Phillip Shinnick (USA), 1943       | 2           | Flagstaff          | 29.9.1968  |
| 8,11  | Andrzej Stalmach (Polsko), 1942    | 1           | Chorzów            | 17.8.1968  |
| 8,09  | Tõnu Lepik (SSSR), 1946            | 5           | Mexico City        | 18.10.1968 |
| 8,08  | Jacques Pani (Francie), 1946       | 1           | Paříž              | 28.7.1968  |
| 8,071 | Gayle Hopkins (USA), 1942          | 1           | Sydney             | 23.3.1968  |

### dlouhodobé světové tabulky ve skoku do dálky mužů k 31.12.1968
| výkon | atlet                              | pořadí | místo       | datum      |
| ----- | ---------------------------------- | ------ | ----------- | ---------- |
| 8,90  | Bob Beamon (USA), 1946             | 1      | Mexico City | 18.10.1968 |
| 8,357 | Ralph Boston (USA), 1938           | 1      | Modesto     | 29.5.1965  |
| 8,35  | Igor Ter-Ovanesjan (SSSR), 1938    | 1      | Mexico City | 19.10.1967 |
| 8,23  | Lynn Davies (Velká Británie), 1942 | 1      | Bern        | 30.6.1968  |
| 8,19  | Klaus Beer (NDR), 1942             | 1      | Mexico City | 18.10.1968 |
| 8,166 | Rainer Stenius (Finsko), 1943      | 1      | Los Angeles | 6.5.1966   |
| 8,16  | Gayle Hopkins (USA), 1942          | 1      | Eugene      | 19.6.1964  |
| 8,16  | Clarence Robinson (USA), 1942      | 1      | Des Moines  | 23.4.1965  |
| 8,16  | Phillip Shinnick (USA), 1943       | 2      | Flagstaff   | 29.9.1968  |
| 8,13  | Jesse Owens (USA), 1913            | 1      | Ann Arbor   | 23.5.1935  |

## Bob Beamon v ročních žebříčcích (world rankings) časopisu Track & Field News

### celkové pořadí (muži)
| rok  | pořadí   |
| ---- | -------- |
| 1968 | 1. místo |

### skok do dálky
| rok  | pořadí    |
| ---- | --------- |
| 1966 | 10. místo |
| 1967 | 4. místo  |
| 1968 | 1. místo  |
| 1969 | 4. místo  |